# Беллінгська осциляція
Беллінгська осциляція, Беллінгське потепління або беллінгське міжсезоння — інтерстадіальний період між найдавнішим і середнім дріасом наприкінці останнього зледеніння. Названий по послідовності торф'яних шарів, виявлених в озері Беллінг в центральній Ютландії. Відповідає пилковій зоні Ib. У тих регіонах, де середній дріас не відзначений, беллінг і аллеред об'єднуються в єдину беллінг-аллередську осциляцію.

## Датування
Початок беллінгського потепління є чітко ідентифікованою датою різкого підйому температури, визначивши закінчення найдавнішого дріасу близько 12670 років до Р. Х.. Робертс (Roberts, 1998) вказує дату 13000 років до Р. Х.. Близько 12650-12000 років до Р. Х. датується беллінгський шар при розкопках озера Невшатель у Швейцарії, 1992–1993. Дані ізотопу кисню в льоду з Гренландії вказують на беллінгський пік потепління між 12600 і 12100 рр.. до Р. Х.. Більшість отриманих недавно датувань належать до зазначеного періоду в кілька сотень років.

## Флора
З двох періодів потепління — беллінг і аллеред — перший був теплішим і почався відносно різко. Під час беллінгського потепління через танення льодів рівень морів піднявся більш ніж на 100 м. В результаті танення відкрилися значні частини північної Європи, а помірні ліси покривали Європу з 29 по 41° N. Після поширення ряду рослин-першопрохідців, таких, як полярна верба і дріада восьмипелюсткова, на кілька століть запанували і поширилися на північ дерева твердих порід (наприклад, дуб) і м'яких порід (наприклад, береза і сосна).

## Фауна
В цей період фауна пізнього плейстоцену зі своїх сховищ в Іспанії, Італії та на Балканах поширилася далеко на північ. Про існування цих трьох сховищ говорять дані генетики, що вказують на три різних джерела поширення тварин. Основними даними по тваринному світу цього періоду залишаються кісткові останки в стійбища мисливців.
Основною здобиччю мисливців того часу була велика дичина: північний олень, дикий кінь, сайга, антилопа, зубр, шерстистий мамонт і волохатий носоріг. В альпійських регіонах здобиччю були гірські козли і сарни, а в лісах — благородний олень.
Серед тварин меншого розміру були поширені лисиця, вовк, заєць і білка. У річках водився лосось.

## Археологія
Люди знову стали заселяти ліси Європи в пошуках великої дичини, яка зазнала в цей період максимального винищення. Людські культури в цей час відносилися до пізнього верхнього палеоліту . Мисливці Мадленської культури переселилися вгору по Луарі далі в Паризький басейн. В Дордоні переважала перигорська культура, в Італії — епіграветтська культура, а на півночі — гамбурзька культура і культура Федермессер. На Близькому Сході доземлеробська натуфійська культура розселилася вздовж східного узбережжя Середземного моря, де вона вживала в їжу дикорослі злаки, такі, як еммер і ячмінь. Пізніше, під час аллередського потепління, вони почали культивувати ці злаки.